# Гауптман, Ральф
Ральф Га́уптман (нем. Ralf Hauptmann; 20 сентября 1968, Эберсвальде, ГДР) — немецкий футболист, выступавший за сборную ГДР, сыгравший 205 матчей в Бундеслиге в составе «Динамо» (Дрезден) и «Кёльна».

## Клубная карьера
Воспитанник юношеской команды «Шталь Риза». В возрасте 13 лет перешёл в юношескую команду дрезденского «Динамо».
17 октября 1987 года дебютировал в составе первой команды дрезденского «Динамо» в матче чемпионата ГДР против ФК «Карл-Маркс-Штадт» (2:2). В 1989 и 1990 годах становился чемпионом ГДР, в 1990 году стал обладателем Кубка ГДР, участвовал в составе «Динамо» в еврокубках. После объединения Германии, провёл в составе дрезденского клуба два сезона в Бундеслиге, дебютировал в общегерманском чемпионате 3 августа 1991 года в игре с «Кайзерслаутерном».
В 1993 году Ральф Гауптман перешёл в «Кёльн», также игравший в Бундеслиге, и выступал за него в течение восьми сезонов. В 1998 году вместе с командой вылетал во вторую бундеслигу, в 2000 году вернулся обратно в первую. В последние годы своих выступлений был капитаном «Кёльна».
Последние два сезона игровой карьеры провёл в клубе «Кемницер», игравшем в региональной лиге «Север».
По окончании карьеры игрока получил тренерскую лицензию «А», работает тренером молодёжной академии дрезденского «Динамо».

## Международная карьера
22 марта 1989 года дебютировал в сборной ГДР в товарищеском матче против Финляндии (1:1). Всего за сборную ГДР Гауптман сыграл 4 матча.

## Статистика
- Оберлига
  - 60 игр; 5 голов («Динамо»)
- Первая Бундеслига
  - 67 игр («Динамо»)
  - 138 игр; 5 голов («Кёльн»)
- Вторая Бундеслига
  - 41 игра; 4 гола («Кёльн»)
- Региональная лига «Север»
  - 18 игр; 1 гол («Кемницер»)
- Кубок Германии по футболу
  - 9 игр («Динамо»)
  - 12 игр («Кёльн»)
- Кубок Интертото
  - 9 игр («Кёльн»)

## Достижения
- Оберлига (1989, 1990)
- Кубок ГДР (1990)